# Cinavia
Meilleure cryptanalyse
Résistance psychoacoustique à la compression (MP3/Ogg), transformation et filtrage audio inopérant.
Cinavia, à l'origine appelé Verance Copy Management System for Audiovisual Content (VCMS/AV), est un système d'insertion de filigranes numériques utilisant la stéganographie développé par Verance depuis 1999 et sorti en 2010. À l'instar des technologies AACS et DRM, la compatibilité avec le système de marquage numérique Cinavia devient obligatoire sur tous les lecteurs Blu-Ray depuis mars 2012 et sur la PlayStation 3 (depuis la version 3.10 du système). Son objectif est de limiter la diffusion d’œuvres soumises aux droits d'auteurs de manière frauduleuse.   
La méthode de filigranage et de stéganographie telle qu'utilisée par Cinavia est conçue pour rester séparé  du signal audio de manière à résister à toutes les formes de transformations audio, y compris la compression de données en utilisant la transformation en cosinus discrète, MP3, DTS ou Vorbis. Le système résiste à l'enregistrement sonore digital et analogique, que ce soit avec un microphone ou via une connectique audio ou encore lors d'une télé-diffusion ; car il utilise des fréquences audio inaudible à l'oreille humaine. C'est un codec monophonique et non pas un codec multicanal. 
Tous les films sortis au cinéma possèdent un type de filigrane numérique spécifique à celui-ci. Si un filigrane numérique de type « salle de cinéma »  est détecté sur la bande son d'un Blu-Ray, la bande vidéo l'accompagnant est donc considérée comme provenant d'un enregistrement illégal en salle de cinéma (« cam »). Le film est donc bloqué rendant impossible toute lecture. De la même manière si la clé du filigrane numérique de la piste audio du Blu-Ray ne correspond pas à la clé qui est codé sur le disque celui-ci est considéré comme une copie illégale (« rip ») et la lecture bloquée également.